# Військова Технологічна Академія Ярослава Домбровського
Військова Технологічна Академія Ярослава Домбровського (Коротка назва: Військовий технологічний університет, пол. Wojskowa Akademia Techniczna, akronim, абревіатура: WAT) – державний, цивільно-військовий технічний університет із місцем розташування у Варшаві.
У закордонних контактах університет використовує назву Military University of Technology.
Відповідно до Вебометричного рейтингу університетів світу від січня 2016 року, що показує прихильність академічних установ існувати в Інтернеті, університет займає 8 місце в Польщі серед технічних університетів і 1130 місце серед усіх типів університетів у світі.
Місцезнаходження WAT знаходиться на вул. ген. Sylwester Kaliskiego 2 в районі Бемово.

## Історія
Академія була заснована в 1951 році Актом від 22 березня 1951 року про створення Військової Технологічної Академії.
Перше урочисте відкриття навчального року відбулося 1 жовтня 1951 року. У той час студенти академічних компаній Варшавського технологічного університету та Ґданського технологічного університету розпочали навчання у Військовому технологічному університеті. Спочатку в університеті було п'ять факультетів, до яких приєдналися ще три. Це були наступні факультети: бронетанковий, артилерійсько-технічний, інженерний, військово-повітряних сил, військ зв'язку, автотранспорту, озброєння та радіолокації.
У 1959 році була введена факультетська структура. Створено факультети: механічний, електрорадіотехнічний, військово-інженерний та військово-хімічний. У структурі ВТТУ функціонували також загальноакадемічні кафедри: суспільних наук, економічних наук, загальної тактики та оперативного мистецтва, а також іноземних мов. У 1961 році була створена кафедра експлуатації автоматики, яка готувала кадри для потреб ракетних військ. Через рік на його базі була створена кафедра озброєння, перетворена в 1968 році на електромеханічний факультет. У 1968 році був створений факультет кібернетики. Через рік електрорадіотехнічний факультет було перетворено на факультет електроніки. 18 грудня 1971 року прапор Військового технологічного університету. Ярослав Домбровський був нагороджений орденом Прапора праці 1-го ступеня.
У 90-ті роки ХХ століття, після розформування офіцерських училищ, навчання офіцерського складу автомобільних військ, протиповітряної оборони, зв’язку та радіолокаційних військ взяв на себе Військовий технологічний університет. У 1996–2004 роках академія була перетворена у військово-цивільний університет. У 1997 році започатковано цивільну заочну, а з 2002 року – денну цивільну форми навчання. З 2006/2007 навчального року ВТТУ знову розпочав підготовку кандидатів в офіцери Збройних Сил Республіки Польща.